# Kwiryn z Szombathely
Kwiryn z Szombathely (zm. 309) – biskup Sisaku, męczennik. 
Zginął podczas prześladowań chrześcijan za cesarza Dioklecjana. Na rozkaz prefekta Amancjusza przyprowadzono go do Szombathely (łac. Savaria) i utopiono w rzece . Pochowany w Szombathely, które stało się miejscem kultu. Po translacji relikwii do mauzoleum przy rzymskiej Via Appia Rzym stał się głównym ośrodkiem jego kultu i tam też odnaleziono w 1893 roku pamiątkowy napis poświęcony św. Kwirynowi. 
Wspomnienie liturgiczne 4 czerwca. W Polsce istnieje Kościół św. Kwiryna w Łapszach Niżnych.